# 國立幸
國立幸（日语：／ Kokuryū Sachi，1984年7月9日—），日本女性配音員、演員。目前隸屬於向日葵劇團。

## 出演作品
※粗體字表示主要角色

### 電視動畫
2004年
- 魔之系列（澀谷勝利〈幼少時代〉）
- 風人物語（男子、放送）

2005年
- 我愛美樂蒂（山本）
- 銀牙傳說WEED（WEED）
- 魔女的考驗（杉山タイジ）

2006年
- 南島的小飛機 Birdy（日语：南の島の小さな飛行機 バーディー）（ドルー）

2007年
- 機神大戰（セルゲイ・クラコフスキー）
- 驅魔少年（エリク）

2008年
- 魔之系列第3季（澀谷勝利〈幼少時代〉）

2009年
- 家庭教師HITMAN REBORN!（弗蘭）
- 游戏王5D's（スライ）

2010年
- 妖怪少爺（梅若丸12歲）
- 元氣媽媽（大河くん）

2011年
- 戰國少女～桃色異傳～（武田信玄）
- 激戰！彈珠人（白銀昴）
- 遊戲王ZEXAL（玉座）

2012年
- 能量獸之戰獸旋戰鬥（諾亞）
- 激戰！彈珠人eS（白銀昴）
- 遊戲王ZEXAL II（玉座、王妃）

2013年
- LINE OFFLINE ～上班族～（潔西卡）
- LINE TOWN（潔西卡）
- 爆TECH!爆丸（尼比魯）
- 魔界王子 devils and realist（阿修塔羅斯）
- GUNDAM創戰者（嶺司）
- 第一神拳 Rising（幕之內一步〈幼年時代〉）

2015年
- DOG DAYS（貝爾德）
- 银魂°（近藤勳〈少年〉）
- 絕命制裁X（護龍）
- 機動戰士GUNDAM 鐵血的孤兒（亞芝·古魯明）
- 阿松（豆丁太）[1]
- 七大罪（亞瑟）

2016年
- 赤髮白雪姬 第2期（鹿月）
- 我的英雄學院（幼年勝己）
- D.Gray-man HALLOW（蕾妮·艾普斯泰尼）
- 路人超能100（鈴木將）
- 機動戰士GUNDAM 鐵血的孤兒 第二期（亞芝·古魯明）
- 文豪Stray Dogs 第2期（幸介）

2017年
- 怪怪守護神（白峰四郎）
- 多美超級救援DRIVE HEAD機動救急警察（矢倉大海）
- 我的英雄學院 第2期（幼年勝己）
- 舞動青春（井戶川民繪、緋山千帆）
- 阿松（第2期）（豆丁太）
- 悠久持有者：魔法老師！ 第2部（路奇）
- 精靈寶可夢 太陽&月亮（芭內特[2]）

2018年
- 七大罪 戒律的復活（亞瑟）
- 搖曳露營△（露營者）
- BASILISK～櫻花忍法帖～（甲羅八郎〈幼少期〉）
- 決鬥大師！（ハニーQ、ボクチンチン、ゴリガン砕者 ゴルドーザ、タイク・タイソンズ、Vチャロン）
- 奴隸區 The Animation（品川零、江東清）
- 我的英雄學院 第3期（幼年勝己）

2019年
- 笑容的代價（艾涅·弗利特）
- 路人超能100 II（將）
- 輕觸小發明 PIKACHIN-KIT（雷歐）
- 決鬥大師！！（谷口ハカセ、ハニーQ、ポクタマたま、ボクチンちん、タイク・タイソンズ）
- 巴比倫（齋太陽）

2020年
- 七大罪 眾神的逆鱗（亞瑟）
- 繼怪怪守護神（白峰四郎／四都寧）
- 決鬥大師KING（タイク・タイソンズA、ハニーQ）
- 阿拉德:逆轉之輪 (阿斯忒羅斯)
- 寶可夢 旅途（芭內特博士）
- 阿松（第3期）（豆丁太）
- 攀岩！-Sport Climbing Girls-（熊谷千草）

2021年
- 搖曳露營△ SEASON2（鳥羽涼子）
- 七大罪 憤怒的審判（亞瑟）
- MARS RED（天滿屋慎之助）
- 哆啦A夢（名噌時夫、小鐵的媽媽）
- 異世界食堂2（艾莉西亞）

2022年
- SLOW LOOP-女孩的釣魚慢活-（吉永隼人）
- 瓦尼塔斯的手札（吸血鬼少年）
- 聖劍傳說 Legend of Mana -The Teardrop Crystal-（爵爾[3]）
- 路人超能100 III（將）

2023年
- 名偵探柯南（戶塚莉子）
- 狩火之王（阿知[4]）
- 我的英雄學院 第6期（幼年勝己）
- 決鬥大師 WIN 決鬥學園篇（頭領）
- 烈焰先鋒 救國的橘衣消防員（十朱大吾〈幼少期〉）
- 七大罪 啟示錄四騎士（亞瑟[5]）

2024年
- 狩火之王 第2期（阿知[6]）
- 四處貼上吧！小狗（日语：貼りまわれ!こいぬ）（たか犬ひろ[7]）
- 七大罪 啟示錄四騎士 第2期（亞瑟[8]）

2025年
- 正能量企鵝（大企鵝[9]）
- 阿松（第4期）（豆丁太[10]）

### 劇場動畫
2019年
- 阿松 劇場版（豆丁太）
- 我的英雄學院劇場版：英雄新世紀（爆豪勝己〈幼年〉）

2022年
- 阿松～希皮波族與閃耀果實～（豆丁太）

2023年
- 阿松～靈魂的章魚燒派對與傳說的夜宿活動～（豆丁太）

### OAD
2013年
- 進擊的巨人（伊爾澤·蘭納）

### 網路動畫
- 亡念之扎姆德（セイタカ）

### 音樂CD
- 家庭教師HITMAN REBORN!（Special illusion〈弗蘭角色歌〉）

### 電影
2012年
- 死ガ二人ヲワカツマデ… 第二章「南瓜花－nananka-」（野桐小夜子）

## 外部連結
- （日語） 國立幸ｵﾌｨｼｬﾙﾌﾞﾛｸﾞ『こくりゅ～波』（页面存档备份，存于），網誌。
- 國立幸的X（前Twitter）